# Sita Chan
Sita Chan, född 10 mars 1987 i Hongkong, död 17 april 2013 i Hongkong, var en popsångerska från Hongkong som började sin karriär 2011. Hennes sångpedagog var Teresa Carpio.

## Karriär
Sita Chan fick sitt genombrott 2011 när hon vann ett antal sångtävlingar i Hongkong-området, hon tog bland annat hem titeln "bästa nya kvinnliga artist 2011" i Ultimate Song Chart Awards (CRHK). Den 19 december 2012 släppte hon sitt andra album, Let Me Find Love. Hon hade även mindre roller i filmerna Lan Kwai Fong 2 (喜愛夜蒲2) och Time in Love (等我愛你).

## Bilolycka
Klockan nio på kvällen den 16 april 2013 laddade hon upp ett Instagram-foto till sitt facebookkonto med texten "microphone test" som visade en bild på henne i studion. När hon sedan lämnat studion för att åka hem tappade hon kontrollen över sin bil och kraschade in i en central vägavdelare vid Hoi Po Road (näst längsta vägen i Hongkong). Brandkår fick klippa upp bilvraket och hon rapporterades vara i koma när hon fördes till Kwong Wah Hospital där hon avled av sina skador drygt två timmar efter olyckan runt fyratiden på morgonen den 17 april.

## Musikalbum
- Crazy Love - 16 mars 2012
- Let Me Find Love - 19 december 2012